# Natale Bellocchi

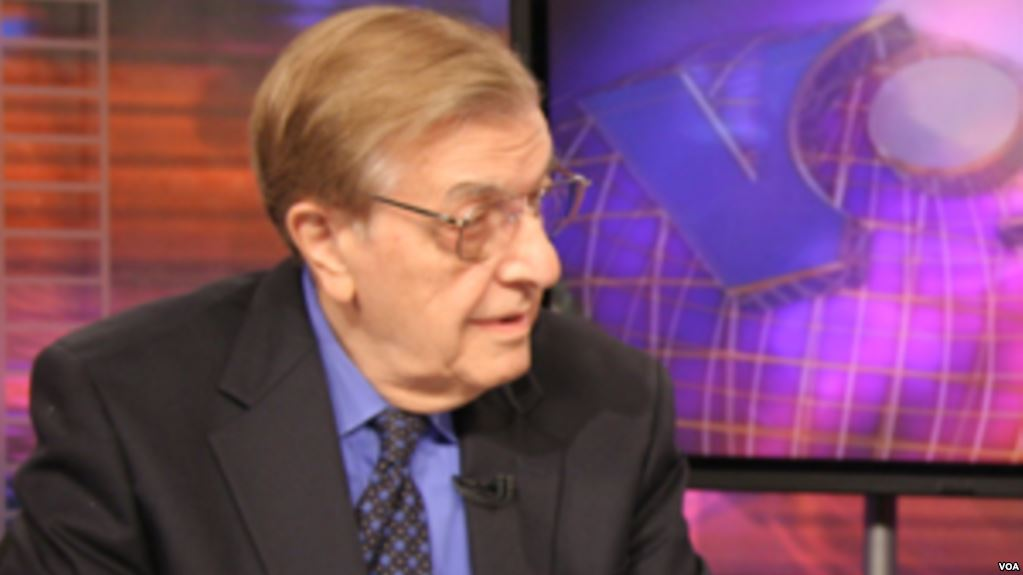
Natale H. Bellocchi

Natale H. Bellocchi (ur. 5 lipca 1926 w Little Falls, Nowy Jork, zm. 17 listopada 2014 w Bethesda) – amerykański dyplomata, ambasador USA w Botswanie.
Studiował na Georgia Institute of Technology (bakalaureat z zarządzania w przemyśle w 1948) oraz na Georgetown University (dyplom w 1954). W latach 1948–1950 pracował jako inżynier w Burlington Mills Corporation w Allentown (Pensylwania), następnie odbywał służbę wojskową w okresie wojny koreańskiej (1950–1953). Z dyplomem uniwersyteckim rozpoczął w 1955 pracę w służbie dyplomatycznej. Specjalizował się w zagadnieniach azjatyckich, uzyskał dodatkowe przygotowanie zawodowe w zakresie ekonomii i znajomości języka chińskiego (mandaryńskiego). Pracował m.in. w Laosie, Hongkongu, Wietnamie, Japonii, Indiach, pełniąc funkcje attaché handlowego w Sajgonie (1971–1972) oraz radcy handlowego w Tokio (1973–1974) i Nowym Delhi (1975–1979); w latach 1981–1985 był zastępcą asystenta sekretarza stanu USA ds. bieżących analiz. W 1985 zastąpił Theodore’a C. Maino na stanowisku ambasadora USA w Botswanie, misję tę pełnił do 1988.
Był wieloletnim rzecznikiem spraw Tajwanu w USA. W latach 1963–1964 był zastępcą attaché handlowego w Tajpej, poznał w tym czasie swoją przyszłą żonę Lilan Lu. Już po odejściu ze służby dyplomatycznej kierował Amerykańskim Instytutem Tajwanu w Waszyngtonie (1990–1995).